# Manzac-sur-Vern
Manzac-sur-Vern (okzitanisch: Manzac de Vern) ist eine französische Gemeinde mit 541 Einwohnern (Stand: 1. Januar 2022) im Département Dordogne in der Region Nouvelle-Aquitaine; sie gehört zum Arrondissement Périgueux und zum Kanton Saint-Astier. Die Einwohner werden Manzacois und Manzacoises genannt.

## Geografie
Manzac-sur-Vern liegt etwa 15 Kilometer südwestlich von Périgueux in der Landschaft Périgord am Vern. Die Nachbargemeinden von Manzac-sur-Vern sind Montrem im Norden, Coursac im Nordosten, Saint-Paul-de-Serre im Osten, Bourrou im Süden, Jaure im Südwesten sowie Grignols im Westen.

## Bevölkerungsentwicklung
| Jahr                      | 1962 | 1968 | 1975 | 1982 | 1990 | 1999 | 2006 | 2013 | 2020 |
| Einwohner                 | 437  | 401  | 420  | 417  | 488  | 505  | 509  | 586  | 554  |
| Quelle: Cassini und INSEE |      |      |      |      |      |      |      |      |      |

## Sehenswürdigkeiten
- Kirche Saint-Pierre-ès-Liens aus dem 15. Jahrhundert mit Portal aus dem 12. Jahrhundert
- Pfarrhaus
- Schloss Leyzarnie, Anfang des 20. Jahrhunderts errichtet, seit 2008 als Monument historique eingeschrieben
- Turm des früheren Schlosses Le Châtenet
- Chartreuse von La Couture
- Chartreuse von La Faye
- Herrenhaus Dives aus dem 17. Jahrhundert

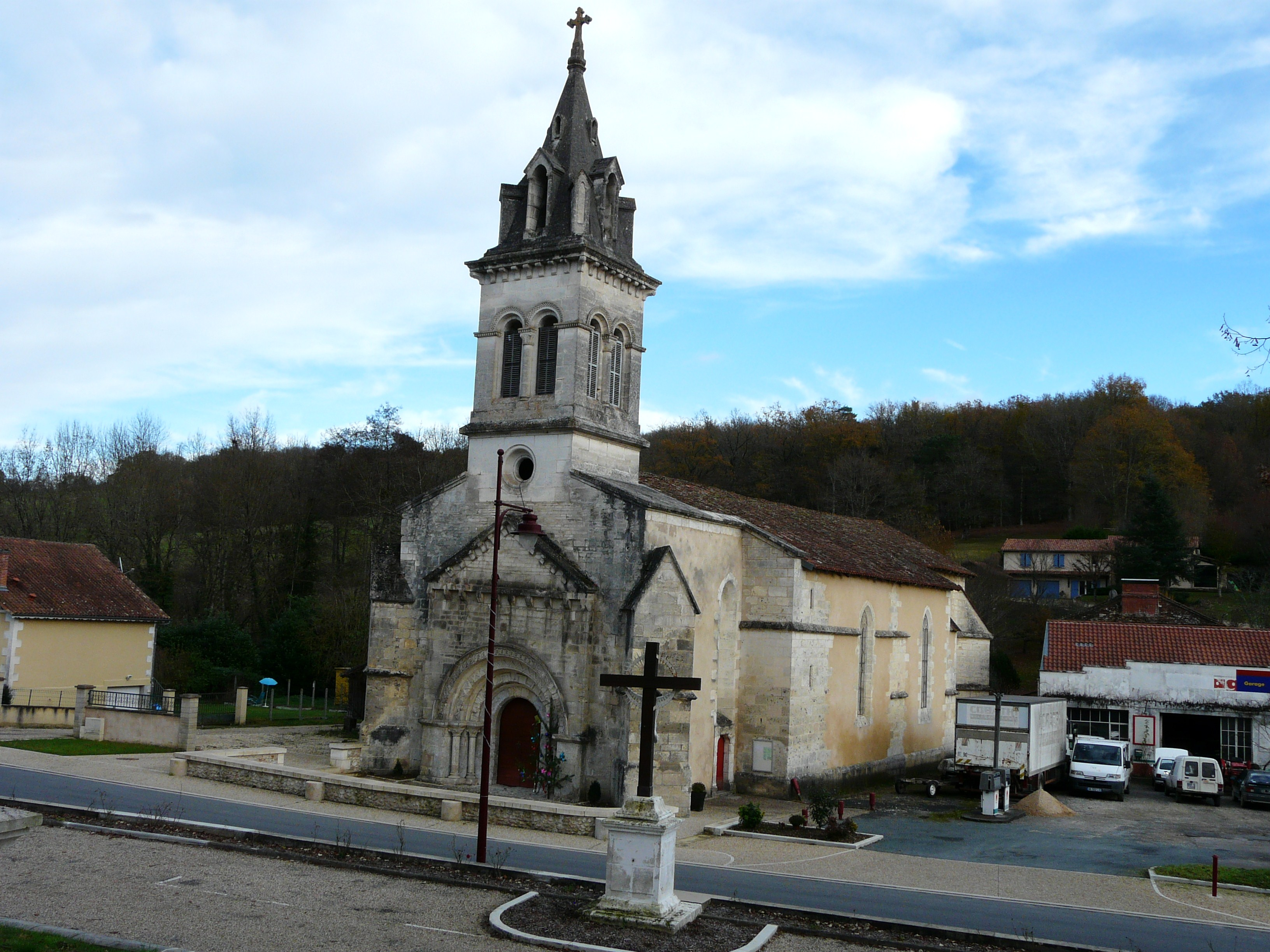
Kirche Saint-Pierre-ès-Liens
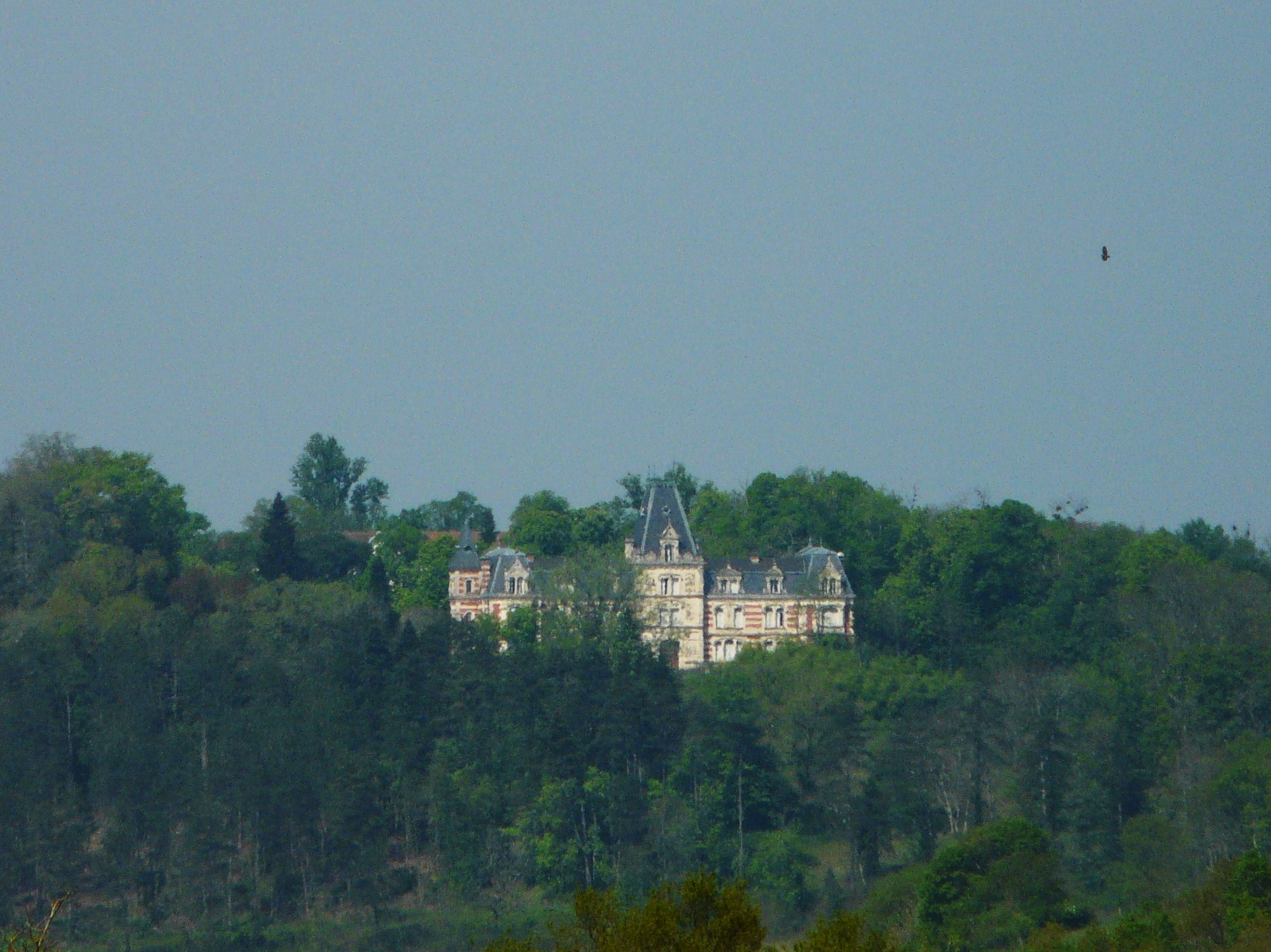
Schloss Leyzarnie
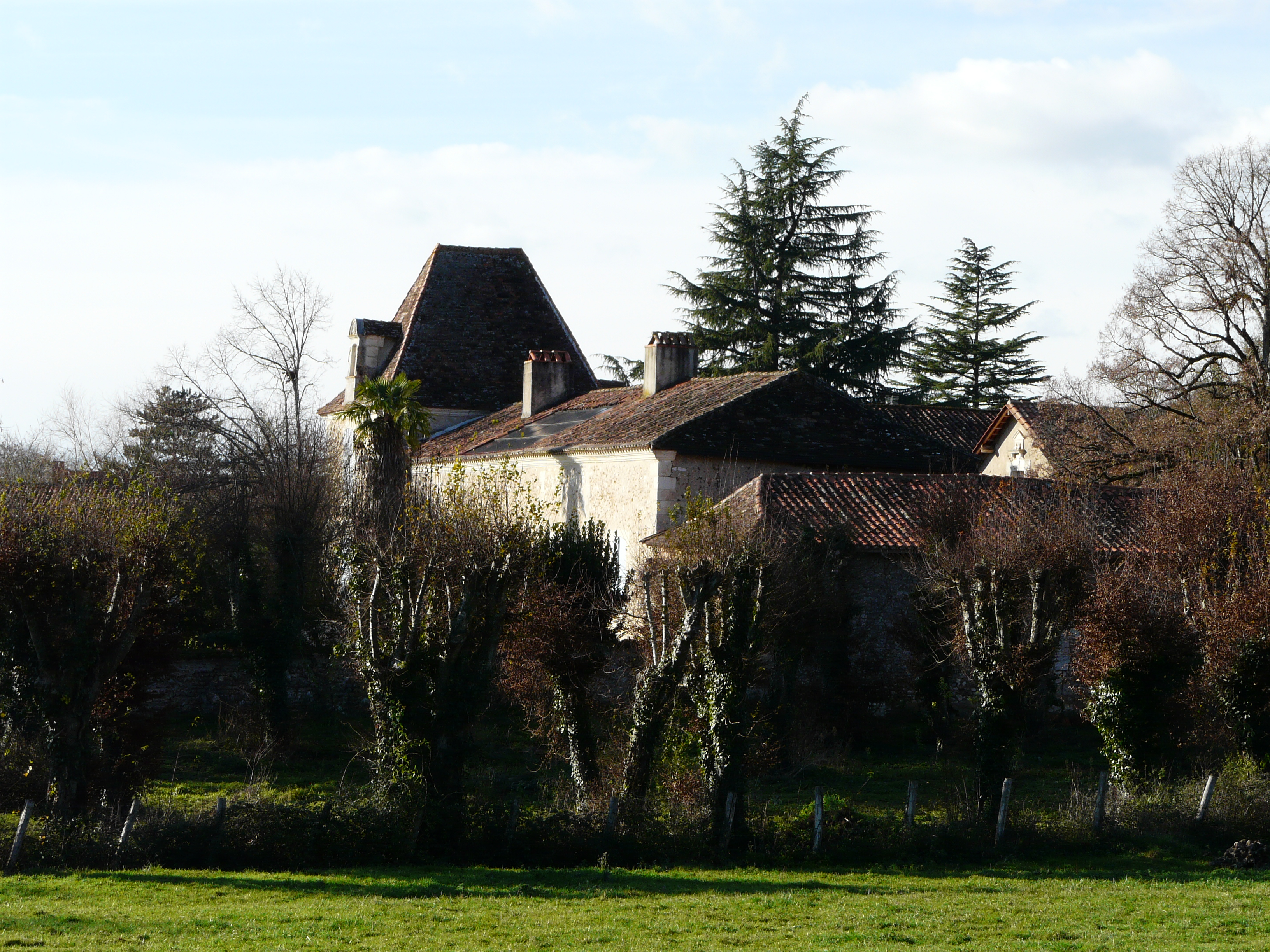
Chartreuse von La Couture
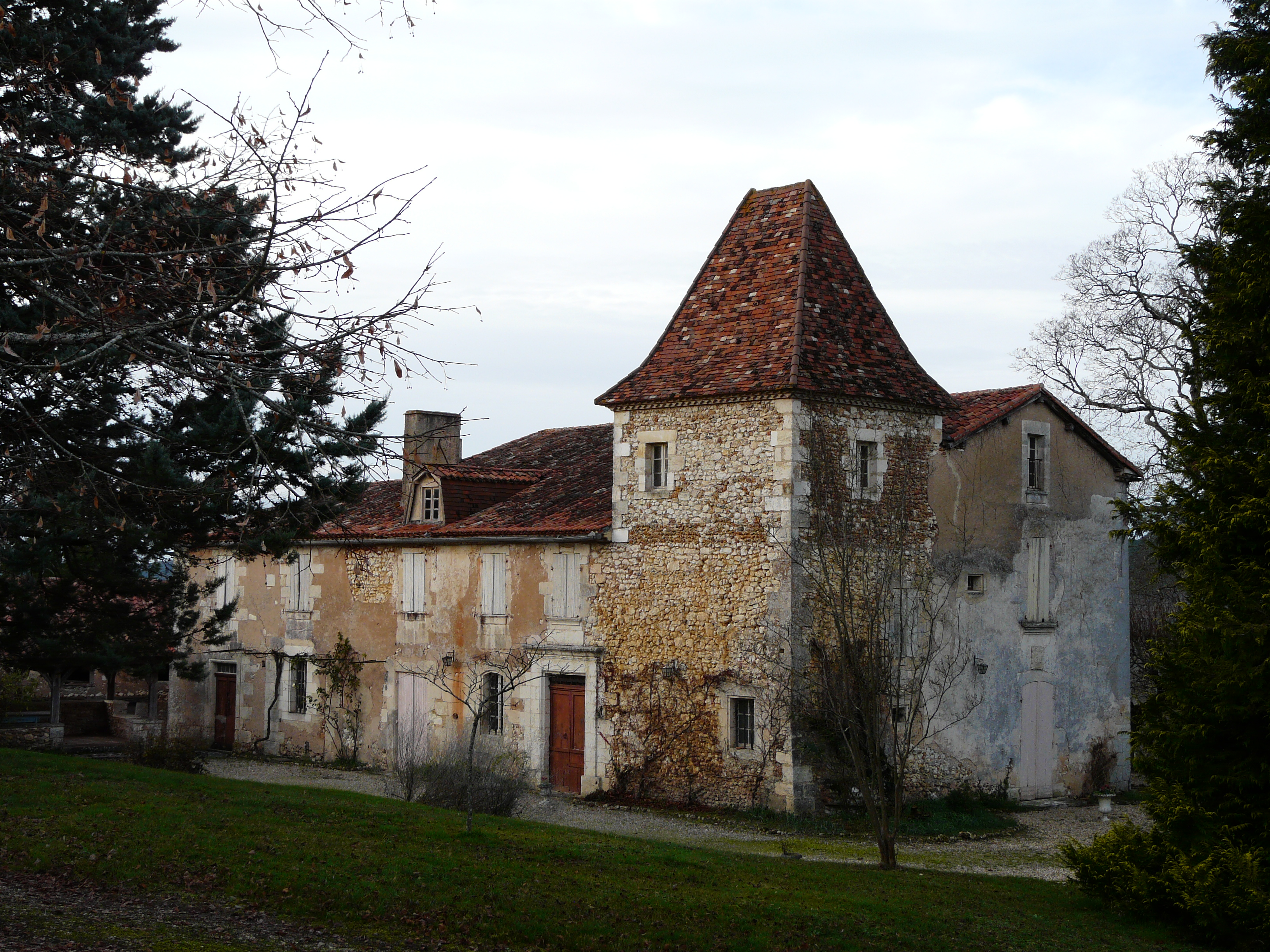
Herrenhaus Dives